# Sam Register
Samuel Barrett "Sam" Register (New York City, Estados Unidos, 16 de junio de 1969) es el presidente en Warner Bros. Animation desde abril de 2015, y Warner Digital Series. También es el presidente de Cartoon Network Studios desde septiembre de 2020.
Anteriormente fue vicepresidente de Cartoon Network, Register fue el cerebro detrás de CartoonNetwork.com, que se inició en 1998. Después de crear CartoonNetwork.com, Register se le ocurrió la idea de Cartoon Orbit en 2000. Fue el director creativo de Cartoon Orbit durante 2000 y 2001.
Fue el creador de Hi Hi Puffy AmiYumi y The Looney Tunes Show, y ejerció como coproductor de Teen Titans y Ben 10. También se desempeñó como productor ejecutivo para Transformers: Animated, basado en la popular franquicia Transformers, y Ben 10: Fuerza Alienígena. Es también coproductor de la versión animada japonesa de The Powerpuff Girls, titulado Demashita! Powerpuff Girls Z. Luego se convirtió en el productor ejecutivo de Teen Titans Go! y Mike Tyson Mysteries.
El personaje de ficción Dr. Samuel Register (en los cómics de Teen Titans) se nombró por Sam Register.